# Amantini
Amantini (grško: Ἄμαντες  [Amantes]), antično panonsko ilirsko pleme, ki je prebivalo v okolici Sirmiuma,  sedanje Sremske Mitrovice v Srbiji, verjetno pa tudi mnogo južneje, kar dokazuje njihovo naselje Amantija v južni Albaniji kakšnih 30 km vzhodno od Valone. Južni Amantini so bili verjetno najjužnejše ilirsko pleme.
Najzgodnejši zgodovinski vir, ki omenja Amantine, je grški potopisec Psevdo-Skilaks iz 4.-3. stoletja pr. n. št.. Potopisec v svojem Periplu opisuje Ilire, ki so naseljevali jadransko obalo od Liburnije do Epirja. Najsevernejše pleme so bili Bulini, najjužnejše pa Amantini. O Amantinih piše: "Ljudstvo Orika živi na ozemlju, ki se imenuje Amantija. Amantini so bilionski Iliri." Amantini in Bilioni so bili verjetno v nekakšni plemenski zvezi – koinonu. 
Štefan Bizantinec, bizantinski pisec iz 6. stoletja, omenja, da so Amantini trdili, da izvirajo od Abanta iz Evbeje, ki se je na njihovo ozemlje naselil po trojanski vojni.
Amantini so se žilavo upirali rimskim osvajalcem in bili po porazu prodani v suženjstvo.